# Hullámszám
A hullámszám a fizika legtöbb területén a hullámhossz reciprokával jellemzett hullámtulajdonság. Inverz hosszúság dimenziójú (radián per méter). A körfrekvencia térbeli analógiája. Időtartománybeli adatokon végzett Fourier-transzformáció frekvenciaspektrumot, tértartománybelin hullámszámspektrumot ad. Az egzakt definíció a tudományterülettől függ.

## Körhullámszám
A {\displaystyle k} körhullámszám – gyakran félrevezetően csak röviden „hullámszám” – definíciója: 
{\displaystyle k\equiv {\frac {2\pi }{\lambda }}={\frac {2\pi \nu }{v_{p}}}={\frac {\omega }{v_{p}}}={\frac {E}{\hbar c}},}
ahol {\displaystyle \lambda } a közegbeli hullámhossz, {\displaystyle \nu } a frekvencia, {\displaystyle v_{p}} a hullám fázissebessége, {\displaystyle \omega }  a körfrekvencia, {\displaystyle E} az energia, {\displaystyle \hbar } a redukált Planck-állandó, és {\displaystyle c} a vákuumbeli fénysebesség.
A körhullámszám a hullámszámvektor abszolút értéke, aminek iránya azonos a hullám terjedési irányával.

## Hullámszám
A spektroszkópiában az elektromágneses sugárzás {\displaystyle {\tilde {\nu }}} hullámszámának definíciója: 
{\displaystyle {\tilde {\nu }}={\frac {1}{\lambda }}},
ahol {\displaystyle \lambda } az SI-mértékegységrendszerben méterben (m) mért és gyakran centiméterben (cm = 10‒2 m) kifejezett vákuumbeli hullámhossz. A hullámszám egysége cm‒1 (reciprok centiméter vagy „inverz centiméter”). Ezen mennyiség használatának történelmi okai vannak, mivel arányos az energiával, de nem függ a fénysebességtől vagy a Planck-állandótól, amik nem voltak elegendő pontossággal ismertek, vagy egyáltalán nem voltak ismertek.
Például a hidrogénatom emissziós vonalainak hullámszámát a Rydberg-formula alapján így adhatjuk meg:
{\displaystyle {\tilde {\nu }}=R\left({1 \over {{n_{1}}^{2}}}-{1 \over {{n_{2}}^{2}}}\right)},
ahol R a Rydberg-állandó, {\displaystyle n_{1}} és {\displaystyle n_{2}} főkvantumszámok, és {\displaystyle n_{2}>n_{1}}.
Spektroszkópusok gyakran fejeznek ki különféle mennyiségeket, mint például az energiát, cm‒1-ben. Fesztelen szóhasználatban a cm‒1-t néha „hullámszámnak” hívják, ami a mértékegység szerepét keveri a mennyiséggel (például „Az energia 300 hullámszám.”).

## Atmoszférakutatás
A hullámszám az atmoszférakutatásban a tértartomány és a hullámhossz hányadosa, vagy ami ugyanaz, az a szám, ahányszor a hullám ugyanabban a fázisban van a tértartományban. A tartomány lehet 2π a dimenziótlan esetben, vagy
{\displaystyle 2\pi R\cos \left(\phi \right)}
egy atmoszferikus hullám esetén, ahol {\displaystyle R} a Föld sugara és {\displaystyle \phi } a szélesség. A hullámszám-frekvencia diagramok az atmoszferikus hullámok szemléltetésének bevett eszközei.